# The Answer

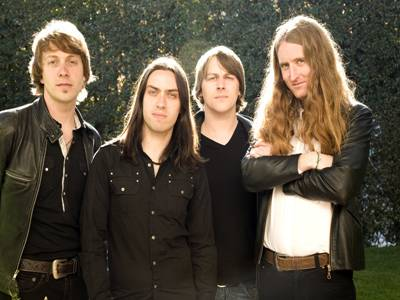
The Answer

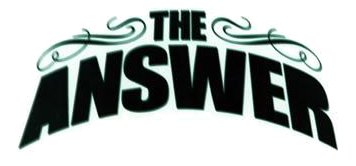
Logo van The Answer

The Answer is een band uit Noord-Ierland die voornamelijk bluesrock en hardrock speelt. Hun albums roepen associaties op met AC/DC, Free, Led Zeppelin en Deep Purple.

## Geschiedenis
De band The Answer kwam voor het eerst samen in 2000 toen gitarist Paul Mahon, toen 18 jaar oud, besloot een band op te richten. Dit deed hij met hulp van een vriend genaamd Micky Waters (bassist). Waters liep toen al een tijd mee in het clubcircuit van Belfast en had al gespeeld in meerdere coverbands. De muziek was hem met de paplepel ingegoten door zijn vader, die trompet speelde in een bekende Ierse band. Mahon leidde drummer James Heatley op en niet lang daarna meldde Cormac Neeson zich aan als zanger. Hiermee was The Answer een feit. Na een aantal maanden repeteren en nummers schrijven begon de groep in 2001 met liveoptredens. In 2005 werd het eerste platencontract getekend, waarna in juni 2006 het eerste album Rise in de winkels kwam te liggen. Van dit album werden ruim 125.000 exemplaren verkocht. In 2007 volgde een bonus-cd van het album met nummers die aanvankelijk slechts bedoeld waren om te kunnen downloaden. In 2008 volgde het album Everyday Demons. Mede door dit album werd The Answer gevraagd mee te reizen gedurende de tweejarige wereldtournee van AC/DC.

## Bandleden
- Cormac Neeson - Zang, mondharmonica
- Paul Mahon - Gitaar, achtergrondzang
- Micky Waters - Bas, achtergrondzang
- James Heatley - Percussie, achtergrondzang

## Discografie

### Albums
- 2006 - Rise
- 2007 - Rise Special Edition
- 2008 - Live at Planet Rock Xmas Party (met Paul Rodgers)
- 2009 - Everyday Demons
- 2011 - 412 Days of Rock 'n' Roll (live)
- 2011 - Revival
- 2013 - New Horizon
- 2015 - Raise a Little Hell
- 2016 - Solas

### Dvd
- 2011 - 412 Days of Rock 'n' Roll